# 相川 (大阪市)
相川（日文：あいかわ，羅馬字母：Aikawa）是一個大阪府大阪市東淀川區的町。現今行政區域小字地名為相川一丁目至相川三丁目。

## 地理
相川位於東淀川區的東北部，並在西北部與安威川相接至吹田市。同時位在神崎川和安威川相夾的合流部，東側的境界是番田的水路。以東為井高野、北江口；以南為小松，以西與吹田市南高浜町相接，並且有著道路橋樑建設。

## 人口
以下為2019年（平成31年）3月31日時之人口總數。。
| 丁目       | 家戶    | 人口    |
| ---------- | ------- | ------- |
| 相川一丁目 | 589戶   | 1,101人 |
| 相川二丁目 | 1,152戶 | 1,674人 |
| 相川三丁目 | 574戶   | 957人   |
| 總計       | 2,315戶 | 3,732人 |

### 人口變遷
（人均 1/px）
| 1995年（平成7年）  | 4,226人 | [ 5 ] |  |
| 2000年（平成12年） | 4,075人 | [ 6 ] |  |
| 2005年（平成17年） | 3,630人 | [ 7 ] |  |
| 2010年（平成22年） | 3,726人 | [ 8 ] |  |
| 2015年（平成27年） | 3,631人 | [ 9 ] |  |

### 戶數變遷
| 1995年（平成7年）  | 2,190戶 | [ 5 ] |  |
| 2000年（平成12年） | 2,340戶 | [ 6 ] |  |
| 2005年（平成17年） | 2,006戶 | [ 7 ] |  |
| 2010年（平成22年） | 2,132戶 | [ 8 ] |  |
| 2015年（平成27年） | 2,102戶 | [ 9 ] |  |

## 事業所
以下為2016年（平成28年）的經濟統計調查。
| 丁目       | 事業所數  | 從業員數 |
| ---------- | --------- | -------- |
| 相川一丁目 | 19事業所  | 156人    |
| 相川二丁目 | 109事業所 | 679人    |
| 相川三丁目 | 37事業所  | 866人    |
| 總計       | 165事業所 | 1,701人  |

## 交通

### 鐵道
- 阪急電鐵
  - 京都本線 相川站

### 道路
- 大阪府道151號相川停車場線

## 設施
- 大阪成蹊大學
- 大阪成蹊短期大學
- 大阪成蹊女子高等學校
- 大阪高等學校
- 東淀川相川郵便局

### 郵遞區號
- 郵遞區號：533-0007[3]（集配局：東淀川郵便局[11]）。

## 脚注
1. ↑  . 人口統計ラボ.   [2019-10-20] （日语）.
2. 1 2  . 大阪市. 2019-07-26  [2019-10-04]. （原始内容存档于2020-11-01） （日语）.
3. 1 2  . 日本郵便.   [2019-08-15].
4. ↑  . 総務省.   [2019-06-24]. （原始内容存档于2018-04-21）.
5. 1 2  . 総務省統計局. 2014-03-28  [2019-08-16]. （原始内容存档于2020-11-04） （日语）.
6. 1 2  . 総務省統計局. 2014-05-30  [2019-08-16]. （原始内容存档于2020-06-03） （日语）.
7. 1 2  . 総務省統計局. 2014-06-27  [2019-08-16]. （原始内容存档于2020-11-08） （日语）.
8. 1 2  . 総務省統計局. 2012-01-20  [2019-08-16]. （原始内容存档于2020-11-07） （日语）.
9. 1 2  . 総務省統計局. 2017-01-27  [2019-08-16]. （原始内容存档于2020-11-08） （日语）.
10. ↑  . 総務省統計局. 2018-06-28  [2019-10-23]. （原始内容存档于2020-10-18） （日语）.
11. ↑   (PDF). 日本郵便.   [2019-11-04]. （原始内容存档 (PDF)于2021-03-09） （日语）.